# 马雷什
马雷什（法語：Maresches，法語發音：[maʁɛʃ]）是法国上法兰西大区北部省的一个市镇，位于该省东部，属于埃尔普河畔阿韦讷区。

## 地理
马雷什（50°17'35"N, 3°34'36"E）面积4.78 平方千米，位于法国上法蘭西大區北部省，该省份为法国最北部的省份及最长的省份，西北濒北海，西接加来海峡省，南至埃纳省和索姆省，东与比利时接壤。
与马雷什接壤的市镇（或旧市镇、城区）包括：普雷佐、塞普姆里、维莱波勒、阿特尔。

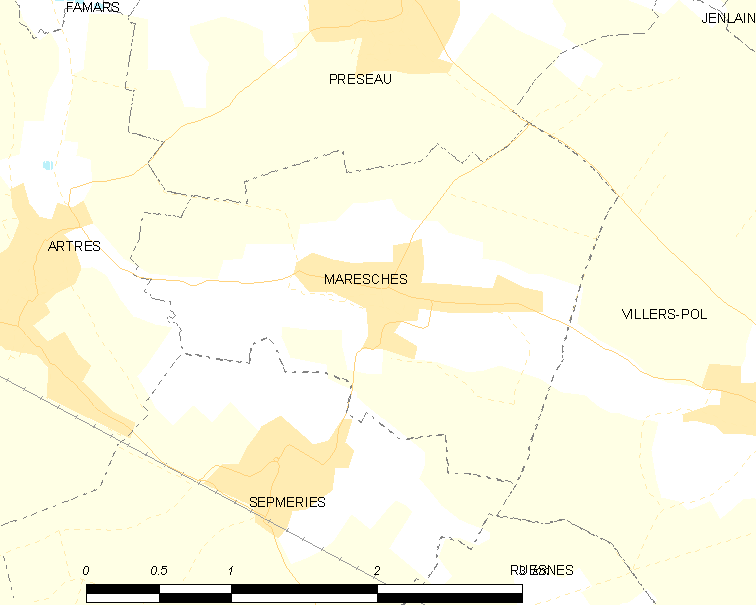
马雷什的OSM定位图

马雷什的时区为UTC+01:00、UTC+02:00（夏令时）。

## 行政
马雷什的邮政编码为59990，INSEE市镇编码为59381。

## 政治
马雷什所属的省级选区为埃尔普河畔阿韦讷县。

## 人口

1962-2008年间马雷什人口变化图示

马雷什于2022年1月1日时的人口数量为806人。